# Adi Utarini
Adi Utarini (Yogyakarta, 4 de junho de 1965) é a líder do projeto Eliminate Dengue Project-Yogyakarta, projeto pioneiro a provar que a técnica utilizando a bactéria Wolbachia reduz com sucesso as taxas de dengue em ambientes comunitários. Utarini também é pesquisadora e professora do Departamento de Saúde e Gestão de Políticas da Faculdade de Medicina da Universidade Gadjah Mada e, atualmente, é considerada uma das cem pessoas mais influentes no mundo pela revista Time.

## Biografia
Utarini nasceu no dia 4 de junho de 1965, na cidade de Yogyakarta, na Indonésia. Esposa do professor Iwan Dwiprahasto, que faleceu em 2020.
Entre os anos 1971 e 1974, Utarini estudou piano clássico na Malaysian Music School, em Kuala Lumpur e Yamaha Electone na escola de música Crescendo, Yogyakarta. Entre os anos de 1982 e 1984, foi professora de Electone e acompanhamento de piano de coro. Entre os anos 1985 e 1987, foi tecladista da banda Surya Kartika Enterprise, que tocavam o gênero Art Rock.
Estudou medicina na Universidade Gadjah Mada, se formando em 1989. Em 1994, conseguiu seu mestrado em Saúde Materna e Infantil pela University of College London, no Reino Unido e, no ano de 2002, obteve doutorado de Filosofia da Umea University, na Suécia.

## Prêmios
- TIME100 - As 100 pessoas mais influentes no mundo (2021).[2]
- Satyalancana Karya Satya XX Sinal de Honra (2014).[3]